# Park Tower
Park Tower é um arranha-céu, com 257 metros (844 pés). Edificado na cidade de Chicago, Estados Unidos, foi concluído em 2000 com 68 andares.